# Gerda van Leeuwen
Gerda van Leeuwen (Zwammerdam, 25 april 1962) is een Nederlandse politiefunctionaris, die per 15 november 2020 benoemd is tot hoofdcommissaris van de Regionale Politie Eenheid Zeeland - West-Brabant. Hiervoor was zij plaatsvervangend hoofd van Regionale Eenheid Midden-Nederland.

## Carrière
In 1979 begon haar loopbaan als agent bij de politie in Leeuwarden. Daarna werkte zij als docent aan de Politieacademie in Zeist. Van Leeuwen bekleedde later verschillende functies bij onder andere Eenheid Den Haag en Eenheid Midden-Nederland. In 2011 groeide Van Leeuwen door naar haar eerste bestuurlijke rol binnen de Politie Utrecht als lid van de korpsleiding.
Gerda van Leeuwen werd in 2013 hoofd Operatiën van Regionale Eenheid Midden-Nederland en later plaatsvervangend hoofd van de Eenheid. Eind 2020 is bekendgemaakt dat zij per 15 november 2020 Hanneke Ekelmans zou opvolgen als hoofdcommissaris van de Regionale Politie Eenheid Zeeland - West-Brabant.